# Kabupaten Seram Bagian Barat
Kabupaten Seram Bagian Barat är ett kabupaten i Indonesien.   Det ligger i provinsen Moluckerna, i den östra delen av landet, 2 400 km öster om huvudstaden Jakarta. Antalet invånare är 164 656.